# Efecto aureola

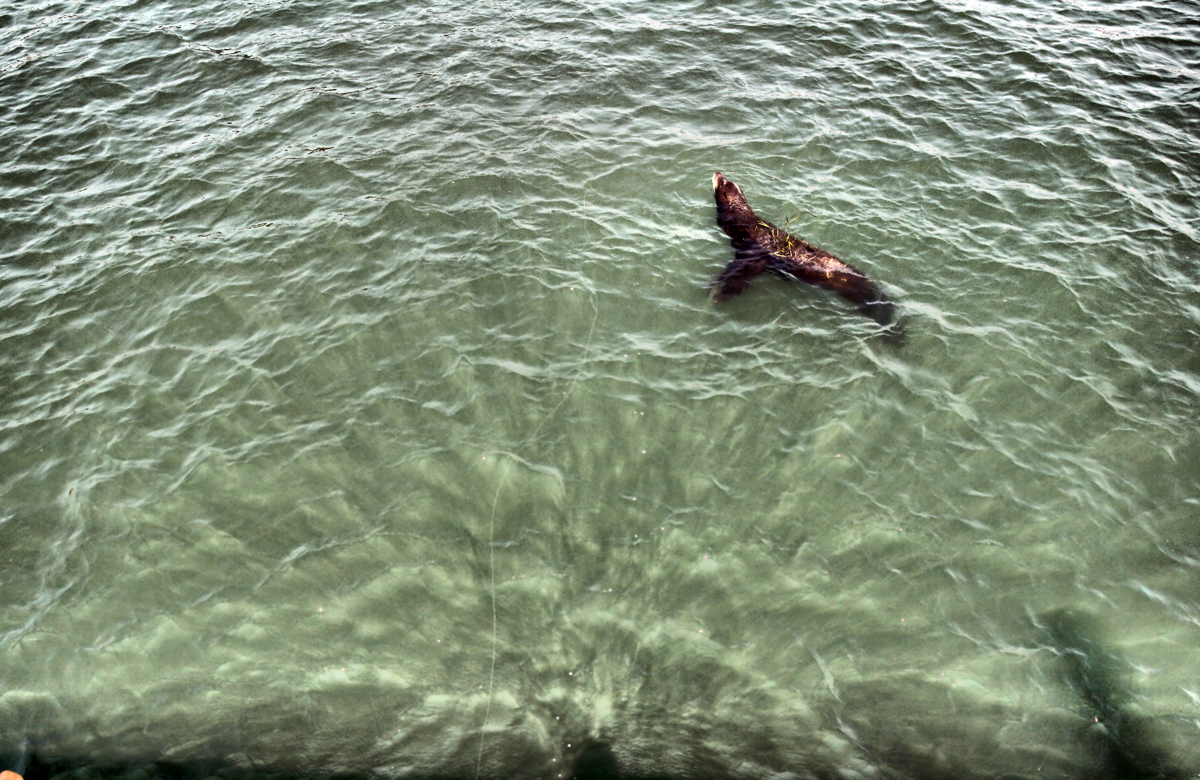
Un efecto aureola que irradia desde la sombra del fotógrafo (abajo en el centro). Un león marino de California nada al fondo.

El efecto aureola, también conocido como aureola acuática, es un fenómeno óptico que se asemeja al Heiligenschein. Produce rayos brillantes de luz y oscuridad que irradian desde la sombra de la cabeza del observador, pero solo es visible sobre una superficie de agua ondulada. Las ondas del agua funcionan como lentes, enfocando y desenfocando la luz solar: la luz enfocada crea los rayos más brillantes, mientras que la luz desenfocada genera los rayos más oscuros. Las partículas suspendidas en el agua amplifican el efecto aureola. Este fenómeno se extiende a mayor distancia angular desde la sombra del observador cuando este se encuentra a mayor altura sobre el agua, y en ocasiones puede observarse desde un avión.
Aunque los conos de luz enfocados son casi paralelos entre sí, los rayos del efecto aureola parecen irradiar desde la sombra de la cabeza del observador debido a efectos de perspectiva. Como la línea de visión del observador es paralela y se encuentra dentro de los conos de luz, los rayos parecen originarse desde el punto antisolar, dentro de su sombra, desde la perspectiva del observador.
Al igual que en otros efectos ópticos antisolares, como una gloria o un Heiligenschein, cada observador verá el efecto aureola irradiando únicamente desde la sombra de su propia cabeza. Si un fotógrafo sostiene su cámara con el brazo extendido, el efecto aureola que aparece en la imagen parecerá irradiar desde la sombra de la cámara, aunque el fotógrafo lo seguirá viendo alrededor de la sombra de su cabeza al tomar la foto. Esto sucede porque el efecto aureola siempre aparece directamente opuesto al Sol, centrado en el punto antisolar, que se encuentra dentro de la sombra del observador, ya sea en los ojos del observador o en el objetivo de la cámara. De hecho, cuando se fotografían efectos aureola desde un avión, es posible determinar la ubicación del fotógrafo.